# Chris Graham
Clifford John Chris Graham (18. marts 1900 i Toronto - 24. maj 1986 smst) var en canadisk bokser som deltog under i de olympiske lege 1920 i Antwerpen og 1924 i Paris.
Graham vandt en sølvmedalje i boksning under OL 1920 i Antwerpen. Han kom på en andenplads i bantamvægt, i finalen tabte han til sydafrikanske Clarence Walker. Der var tolv boksere fra syv lande som stillede op i disciplinen som blev afviklet fra den 21. til den 24. august 1920.